# Grotta di San Biagio
La grotta di San Biagio, conosciuta anche con il nome di ipogeo dei Santi Giasone e Mauro, è stata un tempio pagano, un cimitero paleocristiano, un oratorio benedettino e una chiesa cattolica di Castellammare di Stabia: al suo interno è conservato un ciclo di affreschi in stile bizantino e longobardo.

## Storia
Probabilmente per la costruzione della ville romane dell'antica Stabia si iniziò ad estrarre del tufo dalle falde della collina di Varano, formando una serie di cinque cavità: una di queste, che poi prenderà il nome di grotta di San Biagio, già in epoca romana avrebbe assunto un altro ruolo. Infatti, secondo il Rosania, un patrizio vissuto nel XVII secolo, l'antro sarebbe divenuto un tempio dedicato a Plutone e al suo interno fosse presente un oracolo dedicato al dio: mancano tuttavia elementi certi per affermare questa tesi. È comunque possibile che la grotta sia stata un tempio dedicato a una divinità pagana, in quanto, sovente, con l'arrivo dei benedettini, questi venivano consacrati al culto di san Michele.
Tra il V ed il VII secolo la grotta divenne un cimitero paleocristiano: probabilmente appartenuta a una nobile famiglia che aveva una villa nel territorio di Stabia, questi seppellirono al suo interno, dopo la conversione al cristianesimo, non solo i resti mortali dei familiari ma anche di altre persone. È comunque accertata l'esistenza del paganesimo nella zona tra il VI e VII secolo in quanto venne ritrovata, nei pressi della grotta, una lapide risalente a tale periodo, che così recita:
Sarebbe quindi da attribuirsi proprio alla conversione di questi sposi la trasformazione dell'antro da tempio pagano a cimitero paleocristiano. Tra il V e il VI secolo venne effettuato un primo ciclo pittorico.
Con l'arrivo dei benedettini a Stabia, in una data compresa tra il VI e l'VIII secolo, questi trasformarono il cimitero in un oratorio e al suo interno venne istituito il culto di san Michele, diffondendone la venerazione in città; probabilmente un monaco francese di nome Bernardo, di ritorno da un viaggio in Terra santa nel 870, si proponeva di fare visita ai tre più importanti santuari dedicati a Michele, tra cui quello sul Monte Aureo: tuttavia questo si limitò a visitare la grotta, descrivendola come profonda e scura tanto da aver bisogno di fiaccole per entrare. Anche i benedettini utilizzarono la grotta per seppellire i loro confratelli: i corpi venivano deposti in tombe di mattoni disposte dal basso verso l'alto e una volta che lo spazio terminava se ne murava l'ingresso. La grotta di San Biagio è tra i luoghi indicati come luogo di sepoltura di san Catello, morto nel VII secolo: il corpo però non è mai stato ritrovato. Tra il X e l'XI secolo venne rinforzata con archi, le gallerie laterali furono chiuse e venne effettuato un nuovo ciclo pittorico. In questo periodo il territorio circostante era scarsamente abitato: i monaci, proprietari dei terreni, bonificarono la zona rendendola nuovamente fertile e, in particolare, quando questi venivano dati in fitto, imponevano che le terre venissero bonificate e coltivate. Tra l'XI e il XII secolo, secondo monsignor Francesco Di Capua, la grotta è consacrata ai santi Giasone e Mauro, fratelli martirizzati nel III secolo, che si affiancarono al culto di san Michele. Sempre in questo periodo divenne meta di processioni, come quella del 25 aprile per propiziare il raccolto, a luglio in occasione della festa dei santi Giasone e Mauro, mentre in novembre i monaci offrivano un pranzo al vescovo, al Capitolo e al clero per rinnovare il rapporto di amicizia tra le due parti stretto per contrastare le invasioni e rendere nuovamente fertili le terre. In un documento del XIV secolo l'oratorio viene nuovamente segnatolo come chiesa dedicata ai santi Iasone e Mauro: il nome Iasone non è stato più utilizzato nei secoli successivi ed è stato interpretato, erroneamente, come Biagio. La grotta venne abbandonata dai benedettini tra il XVI e il XVII secolo.
Nel XVII secolo venne affidata alla confraternita dei cardatori di lana, i cosiddetti carminatores, i quali erano riuniti in forma di congrega. I carminatores avevano come protettore san Biagio; nel 2007, durante i lavori di pulizia della grotta, vennero ritrovati dei frammenti di una statua, i quali furono successivamente assemblati e esposti al Museo diocesano sorrentino-stabiese: la statua, probabilmente San Biagio, era forse utilizzata per decorare la sepoltura di un confratello.
A seguito a una credenza popolare che indicava la grotta di San Biagio come possibile luogo dove era nascosto un tesoro, vennero deturparti le strutture e gli affreschi, oltre ad essere profanate le tombe: divenuto luogo di ritrovo di malviventi e vagabondi, nel 1695, per volere del vescovo Annibale di Pietropaolo, venne chiusa e il culto di san Biagio trasferito nella cattedrale.
Nel XIX secolo venne utilizzata come deposito per polvere da sparo. Al termine del XIX secolo Giuseppe Cosenza scrisse una monografia sull'ipogeo; successivamente altri studi vennero fatti da monsignor Francesco di Capua, ispettore onorario delle Antichità e delle Belle Arti. Nel giugno 1949 Libero D'Orsi venne nominato ispettore onorario e il 9 gennaio 1950, alle ore sette del mattino, insieme a un bidello e a un meccanico disoccupato, iniziò le prime indagini sistematiche alla grotta. Le esplorazioni permisero il ritrovamento di sepolture cristiane, ricoperte con tegole di fattura romana e protocristiana, al cui interno si rinvennero scheletri ma non i corredi: si arrivò alla conclusione che tutto il piano di calpestio e i corridoi laterali erano un sepolcreto; dai primi scavi emersero un gran numero di ossa tanto che il D'Orsi così scrive:
(Libero D'Orsi, Come ritrovai l'antica Stabia)
Di un corridoio Libero D'Orsi lo descrive della lunghezza di un centinaio di metri, con la volta crollata e ossa sistemate alla rinfusa, e che poi dovette rinunciare all'esplorazione per la mancanza di ossigeno. Le indagini vennero quindi spostate all'esterno: si cercò di raggiungere il piano di calpestio di epoca romana, che nel corso dei secoli venne sepolto sotto una coltre di detriti vulcanici e alluvionali. Grazie all'acquisto di materiale utile per le esplorazioni, per una spesa di circa settantamila lire, si iniziarono i lavori e nel corso dello scavo vennero ritrovati pezzi di stucco e pietre adatte per la realizzazione dell'opera reticolata che si scoprirà successivamente provenire da una parte franata della collina su cui era posizionata villa Arianna. A 5 metri di distanza dalla porta d'ingresso e a una profondità di 4, tra il 19 e il 21 gennaio 1950, venne individuata una tomba, confermata poi essere protocristiana, dalla lunghezza di 2 metri: aperta alla presenza di Alfonso D'Avino, assistente del Soprintendente, e della dottoressa Olga Elia, direttrice degli scavi di Pompei, al suo interno si rinvennero due scheletri umani. A 2 metri dall'ingresso, a 80 centimetri di profondità, fu rinvenuta una soglia in marmo serpentino e più in basso due tombe che non furono aperte. Le indagini durarono poco più di un mese e si conclusero il 14 febbraio 1950, quando venne scavata una trincea di 2 metri di lunghezza per 3 di larghezza, poco distante dal poligono di tiro, senza però alcun ritrovamento: Libero D'Orsi spostò i suoi scavi sulla collina di Varano dove riporterà alla luce le ville dell'antica Stabia. Nel 1970 furono individuate esternamente altre quattro grotte, ma non vennero mai esplorate e murate con del cemento.

## Descrizione
La grotta di San Biagio si trova ai piedi della collina di Varano, sotto la villa romana detta di Arianna: in antichità si affacciava sull'antica strada che congiungeva Stabia a Nocera.
In un'incisione a bulino del 1750 realizzata da Pio Tommaso Milante per il De Stabiis, Stabiana Ecclesia et Episcopis eius, comprare una raffigurazione dell'antro come doveva presentarsi alla metà del XVIII secolo, ossia con volta a botte, altare sul fondo, tre altari su ogni lato, un ingresso a arco e un sedile sul lato, il tutto realizzato in opera reticolata.
In origine l'accesso alla grotta avveniva tramite un arco in pietra e non era presente alcuna porta di protezione: successivamente l'arco venne murato e all'ingresso, sotto il vescovo Ippolito Riva, venne posto un portone in legno.
Internamente la grotta, che si trova a cinque metri più in basso rispetto al piano stradale e ha una lunghezza di 33 metri per 3 di larghezza, si divide in tre parti, ossia atrio, navata e abside. L'atrio ha una forma rettangolare e misura 6 metri di lunghezza per 2,90 di larghezza ed è sorretto da archi in tufo: nella parete di sinistra si trovano tre piccoli loculi, mentre in quella di sinistra solamente uno e la loro funzione era probabilmente quella di ospitare le lucerne che illuminavano l'ambiente o oggetti funerari o, ipotesi molto remota, essere tombe di bambini. In questo ambiente sono state rinvenute tracce di affreschi in stile giottesco con temi francescani: sul lato destro di riconosce Gesù e un Bambino, forse un angelo, e un Santo francescano, presumibilmente san Francesco, mentre al lato destro della porta due figure non ancora identificate, di cui una con la palma del martirio.

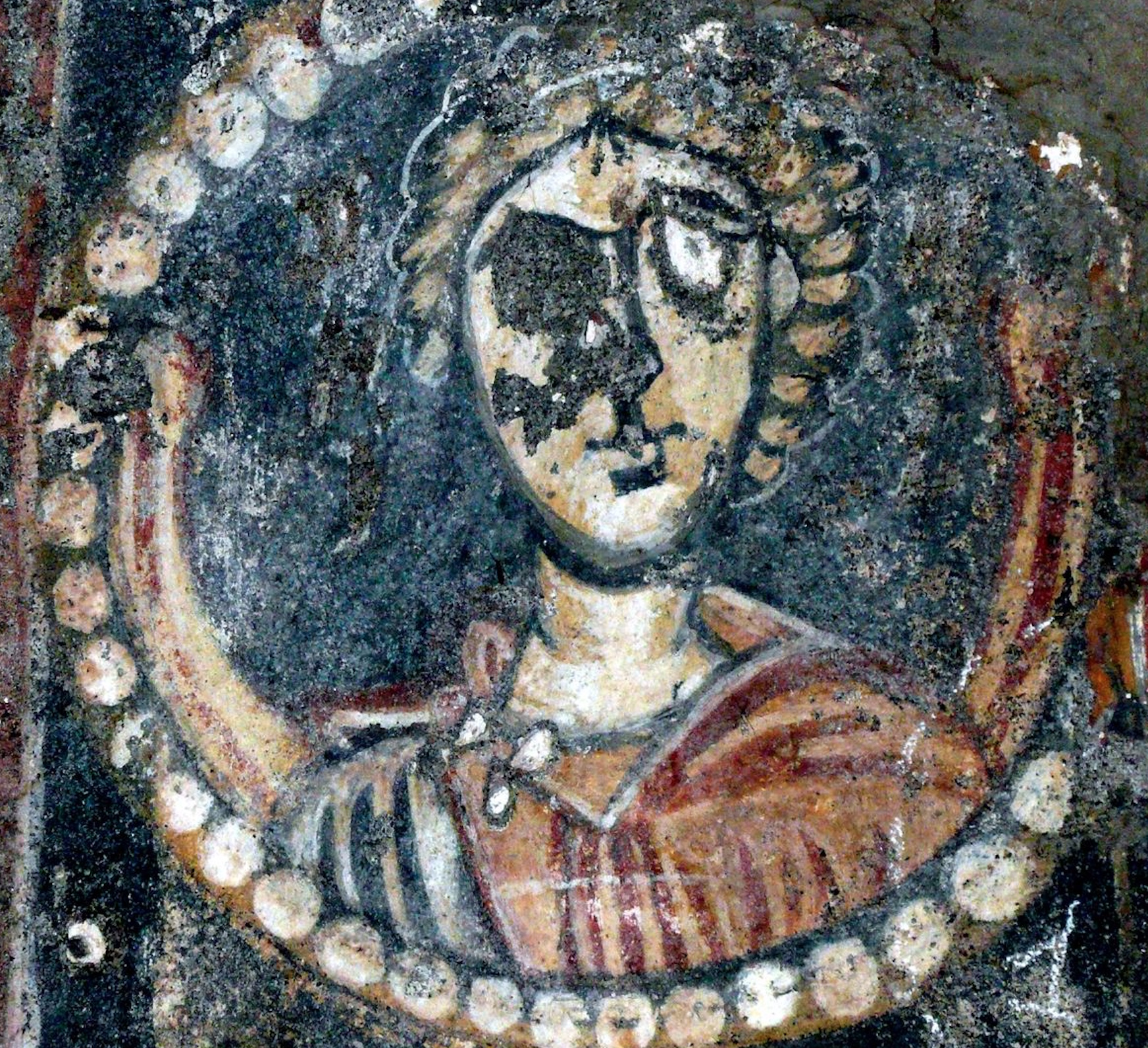
Raffigurazione dell'arcangelo Uriele

Si passa quindi alla navata: questa ha una lunghezza di 14 metri per 3 di larghezza e ha quattro nicchie su ogni lato, che tendono a decrescere man mano che si va verso l'interno. Sulla parte del lato destro non sono presenti affreschi, ma soltanto intonaco bianco, un'iscrizione latina su un arco caratterizzata da lettere bianche su un fondo rosso, anche se resa illeggibile dall'usura causata dal tempo, e graffiti, dove si riconoscono spesso i nomi di Michele e Mauro, mentre altri sono ancora da decifrare. La parete sinistra conserva invece resti di affreschi; nel primo arco, sotto la volta, sono affrescati cinque medaglioni, ossia, al centro, la testa di Gesù con nimbo della croce, ai lati i busti di San Michele e San Raffaele e alle estremità due angeli, entrambi con capelli lunghi e ali gialli: uno di questi è stato individuato come Uriele. Nella parte bassa del lato destro dell'arco si trova la raffigurazione di San Mauro, con tonsura e abito vescovile, in mano un diadema di pietre preziose e sullo sfondo sette strisce dipinte, secondo l'uso bizantino, alternando il rosso al giallo. Al centro è l'affresco di Sancta Tinniabula: tale denominazione proviene dal nome dipinto vicino alla figura, ossia Tinniabul, ma in realtà non si conosce alcuna santa così chiamata e, se realmente fosse esistita, il suo culto si riscontrerebbe solamente nella grotta di San Biagio (presumibilmente l'affresco del nome appartiene a uno strato di pittura e datazione diverso da quello della raffigurazione e quindi non lo riguarderebbe); la figura presenta pallio e stola con perle bianche e gialle, velo che scende dal capo fino a giungere sulle spalle e sulle ginocchia è poggiato un diadema. Sono queste due le pitture più antiche della grotta, anche se al di sotto si scorgono resti di affreschi ancora più antichi: si nota infatti una chioma bionda circondata da un nimbo, risalente al IV o V secolo. Nel sottoarco sono San Giasone, con in testa la corona del martirio, e San Mauro: questi affreschi risalgono all'VIII secolo e mentre per il primo è andata persa l'iscrizione, si è conservata per il secondo. Tra il primo e il secondo arco sono affrescati a grandezza naturale San Giovanni Evangelista e Santa Brigida, entrambi risalenti all'XI o XII secolo: san Giovanni ha volto ovale con occhi scuri, tunica bianca e in mano un rotolo, mentre santa Brigida ha metà testa velata, braccia distese con mani aperte e vestito monacale con manto rosso. Nel secondo e il terzo arco, così tra la muratura che li separa, non sono presenti pitture. Nella parte centrale tra il terzo e il quarto arco è raffigurato San Michele, risalente XII secolo e a grandezza naturale, con iscrizione in lettere bianche ai lati della testa che riporta il nome di Michael e sullo sfondo scomparti rettangolari in rosso e verde: la figura si presenta con volto ovale, aureola gialle e rossa, capelli biondi e ricci, occhi scuri, ali gialle e bianche e veste con tunica bianca, manto giallo con strisce rosse, chiuso ai lati da una cintura, sandali ai piedi e reca nella mano sinistra un globo verde in cui si leggono delle lettere e nella destra il bastone della croce o, precisamente, il bordone, il bastone dei pellegrini. Nella volta del quarto arco è raffigurata in un medaglione la Mano di Dio, mentre ai lati, da una parte San Giovanni Battista, con capelli folti, barba nera, grandi occhi, naso sottile, vestito con tunica gialla con strisce azzurre e manto in peli di cammello e regge nella mano sinistra un rotolo dove si legge la scritta "qui habet sponsam, sponsus est", mentre ai lati della testa le scritte SCS e IOHS. Dall'altra parte la figura fortemente danneggiata di San Pietro, abbigliato in tunica verde e manto a strisce rosse; entrambe le pitture recano nelle vicinanze la scritta con il nome del santo. Sul fondo dell'arco è la Madonna con Bambino: si presenta seduta su un trono decorato con bottoni, con un cuscino verde e giallo con righe rosse e spalliera coperta da un panno giallo dove si formano delle pieghe sottolineate da linee rosse. La Madonna ha tunica gialla, maniche azzurre e ai polsi bracciali d'oro rifiniti con pietre preziose e, sul capo, incorniciato da un'aureola arancio, una corona bizantina da cui scende un drappo verde che le copre le spalle; i piedi sono poggiati su un sgabello e con entrambe le mani sostiene Gesù bambino, mentre nella destra porta uno scettro. Gesù ha aureola intorno al capo ed è vestito in giallo e coperto da un manto rosso; nella mano sinistra ha un rotolo piegato mentre con la destra benedice: si potrebbero notare quattro dita ma, in realtà, il anulare è unito al pollice, tipico della benedizione greca. Il fondo della rappresentazione è in verde e giallo: tutti gli affreschi dell'arco risalirebbero al XII secolo. Segue quindi una parete dove sono affrescati San Benedetto e San Renato, entrambi con l'iscrizione del nome del santo e risalenti alla fine del X secolo o l'inizio dell'XI secolo; san Benedetto ha cappuccio, veste con abito monacale e tra le mani sorregge un libro decorato con cinque borchie nere e ai suoi piedi si legge la scritta "Ego Iohannis humilis monachus feci", probabilmente un monaco di nome Giovanni, committente del dipinto durante la sua visita alla grotta e raffigurato come piccolo offerente sul lato opposto della scritta, mentre san Renato ha barba bianca e veste con paramenti episcopali: il culto di san Renato, vescovo di Sorrento, è giustificato dal fatto che l'oratorio poteva appartenere al monastero benedettino sorrentino. In definitiva, per quanto riguarda le pitture, secondo alcuni studiosi la più antica risalirebbe al X secolo e quella più recente al XI, mentre secondo altri la più antica risalirebbe all'XI secolo. Verosimilmente gli affreschi vanno dal IX al X secolo. Queste pitture possono prendere spunto dai monasteri benedettini che c'erano a Napoli, i quali erano in contatto col mondo bizantino.
Si giunge all'abside che è sollevato di circa 50 cm rispetto alla navata: questa era anticamente rivestita in marmo, completamente asportato, e sul fondo era raffigurata una Madonna, andata perduta. Le uniche pitture superstiti sono cinque clipei al di sopra della zona dell'altare, risalenti al IX secolo: in quello di mezzo è il busto del Salvatore con le lettere greche dell'alfa e dell'omega, nel primo a destra l'arcangelo Gabriele, il secondo è andato perduto e forse conteneva una raffigurazione di san Raffaele, nel secondo a sinistra San Michele con bastone o bordone, mentre il primo a sinistra, l'unico che non reca l'iscrizione, raffigura, sensibilmente ridotta rispetto a com'era originariamente per farla entrare nel clipeo, un uomo con barba bianca a punta e indosso l'omoforio, sicuramente un vescovo che potrebbe essere probabilmente san Pietro o san Renato; sotto l'abito si nota una croce a tau, che erroneamente è stata identificata come parte del nome Renato, mentre altri hanno identificato la figura con quella di san Catello in quanto sono presenti due lettere, ossia una S e C. Sul fondo dell'abside era presente un altare con colonne in marmo, andato perduto, e al di sotto una tomba all'interno della quale furono ritrovate delle ampolle contenenti liquidi profumati.
Nell'ipogeo si aprono altre cavità: nella navata, dopo il secondo arco sulla sinistra, si apre una camera dalla forma quasi circolare con pavimento ricoperto di intonaco e mattoni e da questa si dipartono altri due corridoi, dalla forma irregolari, colmi di materiale di risulta e che si collegavano con un ambiente nei pressi dell'abside. Dalla stessa stanza si apre un altro corridoio che col passare dei metri diventa sempre più basso: tagliato in modo preciso, si è supposto che potesse arrivare al ponte San Marco. Nei pressi dell'abside si apre una stanza quadrata e accanto ad essa un ambulacro rettangolare dalla lunghezza di 7,20 metri, rivestito d'intonaco e nel quale si aprono delle fosse. Sulla destra dell'abside, superato un arco in pietra, è un corridoio lungo 4 metri che immette in un ambiente anch'esso caratterizzato da arcosolii e sepolture. Questi ambienti e corridoio erano quindi utilizzati per le sepolture e una volta esaurito lo spazio disponibile venivano murati.